# 森塞特比奇 (北卡羅萊納州)
森塞特比奇（英語：Sunset Beach）是一個位於美國北卡羅萊納州不倫瑞克縣的城鎮。

## 人口
根據2020年美國人口普查的數據，森塞特比奇的面積為20.42平方千米，當中陸地面積為18.05平方千米，而水域面積為2.37平方千米。當地共有人口4175人，而人口密度為每平方千米204人。